# Enigma: Intermission 2
Enigma: Intermission II es el décimo séptimo álbum de estudio de la banda finlandesa de power metal, Stratovarius. Salió a la venta el 28 de septiembre de 2018 por el sello discográfico Edel Music. El disco entró en el puesto número 16 en Finlandia, donde permaneció una semana. El álbum es un disco recopilatorio que está compuesto por dieciséis canciones, de las cuales tres son nuevas, nueve temas extra tomados de los discos Polaris, Elysium, Nemesis, Eternal y cuatro versiones orquestales de canciones populares de la banda. Este álbum es una secuela de aquel álbum publicado hace 17 años Intermission. El 10 de agosto se publicó el primer sencillo «Oblivion» y el 14 de septiembre el videoclip oficial lírico de «Unbreakable» (en versión orquesta).
«Unbreakable» es el segundo sencillo publicado como EP en formato vinilo. Salió a la venta el 14 de septiembre del 2018 por el sello discográfico Edel Music.

## Listado de canciones
| N.º | Título                                  | Duración |  |
| 1.  | «Enigma»                                | 4:21     |  |
| 2.  | «Hunter»                                | 3:30     |  |
| 3.  | «Hallowed»                              | 5:53     |  |
| 4.  | «Burn Me Down»                          | 3:43     |  |
| 5.  | «Last Shore»                            | 5:33     |  |
| 6.  | «Kill It with Fire»                     | 4:52     |  |
| 7.  | «Oblivion»                              | 3:51     |  |
| 8.  | «Second Sight»                          | 4:26     |  |
| 9.  | «Fireborn»                              | 4:47     |  |
| 10. | «Giants»                                | 5:28     |  |
| 11. | «Castaway»                              | 4:41     |  |
| 12. | «Old Man and the Sea»                   | 4:16     |  |
| 13. | «Fantasy (versión orquestal)»           | 4:25     |  |
| 14. | «Shine in the Dark (versión orquestal)» | 4:28     |  |
| 15. | «Unbreakable (versión orquestal)»       | 4:46     |  |
| 16. | «Winter Skies (versión orquestal)»      | 6:00     |  |

## Miembros
- Timo Kotipelto – voz
- Matias Kupiainen – guitarras, producción
- Jens Johansson – teclados
- Rolf Pilve – baterías y percusión
- Lauri Porra – bajo

## Artistas invitados
- Jani Liimatainen compuso la canción "Enigma" junto con Timo Kotipelto y Matias Kupiainen

## Posiciones
| Año  | Lista     | País                 | Posición |
| ---- | --------- | -------------------- | -------- |
| 2018 | Finlandia | Bandera de Finlandia | 16       |
| 2018 | Brasil    | Bandera de Brasil    | 31       |
| 2018 | Suiza     | Bandera de Suiza     | 69       |
| 2018 | Francia   | Bandera de Francia   | 75       |
| 2018 | Bélgica   | Bandera de Bélgica   | 200      |